# تی دیگز
تی دیگز (به انگلیسی: Taye Diggs) (زاده ۲ ژانویهٔ ۱۹۷۱) بازیگر آمریکایی است.
از فیلم‌های او می‌توان به بازی در کیک، رودخانه قرمز می‌شود، بهترین دوست جدید، شب افتتاحیه، تحت‌تعقیب‌ترین‌های مالیبو، لری گی، عروسی خانوادگی ما، فقط یک بوسه، اجاره و دیلن داگ: مرگ شب اشاره نمود.